# Kissology, Vol. 2, 1978–1991
Kissology, Vol. 2, 1978–1991 ist der Titel einer DVD-Box der Gruppe Kiss. Das Set ist Teil einer bisher dreiteiligen Dokumentation zur Bandgeschichte, die Konzerte, Fernsehauftritte, Interviews, Nachrichtenausschnitte, Werbefilme und Videoclips aus dem gesamten Karriereverlauf der Gruppe enthält. Der zweite Teil deckt die Zeit von 1978, dem Jahr, in dem ein Kiss-Spielfilm produziert wurde und die Originalbesetzung auseinanderzubrechen begann, bis 1991 ab. Er endet mit dem Tod des Schlagzeugers Eric Carr.

## Inhalt
DVD 1
- Ausschnitt „Land Of Hype And Glory“ (TV-Show), 10. Januar 1978
- Film: „Kiss In Attack Of The Phantoms,“ 1979
- Interview-Ausschnitte „The Tomorrow Show With Tom Snyder“, 31. Oktober 1979

DVD 2
- Videoclip „Shandi,“ 1980
- Interview Peter Criss, CNN, 24. September 1980
- Ausschnitt Countdown (TV-Show), 21. September 1980
- Ausschnitt Rockpop (TV-Show, ZDF), 21. September 1980 (2 Songs)
- Dokumentation „Kiss Invades Australia“, November 1980
- Konzert „Sydney Showground“, Sydney, Australien (17 Songs), 22. November 1980
- TV-Show „Fridays“, 15. Januar 1982 (3 Songs)
- TV-Show „Top Pop“ (1 Song), November 1982

DVD 3
- Konzert „Maracanã-Stadion“ Rio de Janeiro (Brasilien), 18. Juni 1983 (7 Songs)
- Interview „MTV Special: Kiss Unmasking“, 18. September 1983
- Auftritt „Cascais Hall“, Lissabon, Portugal (2 Songs)
- Konzertausschnitt „The Spectrum“, Philadelphia, PA, 18. Dezember 1987 (5 Songs)
- Konzert „The Palace of Auburn Hills“, Detroit, 14. Oktober 1990 (21 Songs)
- Meldung: 37 „Day In Rock“, 25. November 1991 († Eric Carr)
- Videoclip „God Gave Rock ’n’ Roll to You II“

DVD 4 (Bonus)
- Konzert „The Ritz“, New York, 13. August 1988 (11 Songs)